# Arroz à piemontese
Arroz à piemontese é um prato típico da culinária brasileira, (não da culinária do Piemonte, na Itália), à base de arroz, creme de leite e champignon.
Com a falta e dificuldade de compra do arroz arbório próprio para a feitura do risotto, os chefes brasileiros buscaram alternativas, com o creme de leite, fazendo assim um arroz "à moda piemontesa". A despeito de sua origem, é um acompanhamento geralmente servido em restaurantes de cozinha italiana, acompanhando um filé (preferencialmente filé mignon com molho madeira) juntamente com batatas fritas.
A versão brasileira é uma diminuição da receita original italiana de risotto à moda piemontesa.